# Leroy (Teksas)
Leroy je grad u američkoj saveznoj državi Teksas. Prema popisu stanovništva iz 2010. u njemu je živjelo 337 stanovnika.